# Sociedade Estoril
A Sociedade Estoril, igualmente conhecida como Sociedade de Turismo, foi uma companhia portuguesa que foi responsável pela exploração da linha férrea de Lisboa a Cascais entre 1918 e 1976.

## História

### Formação
Foi formada em 1905 por Fausto de Figueiredo, com a finalidade de dinamizar as potencialidades turísticas da região do Estoril.

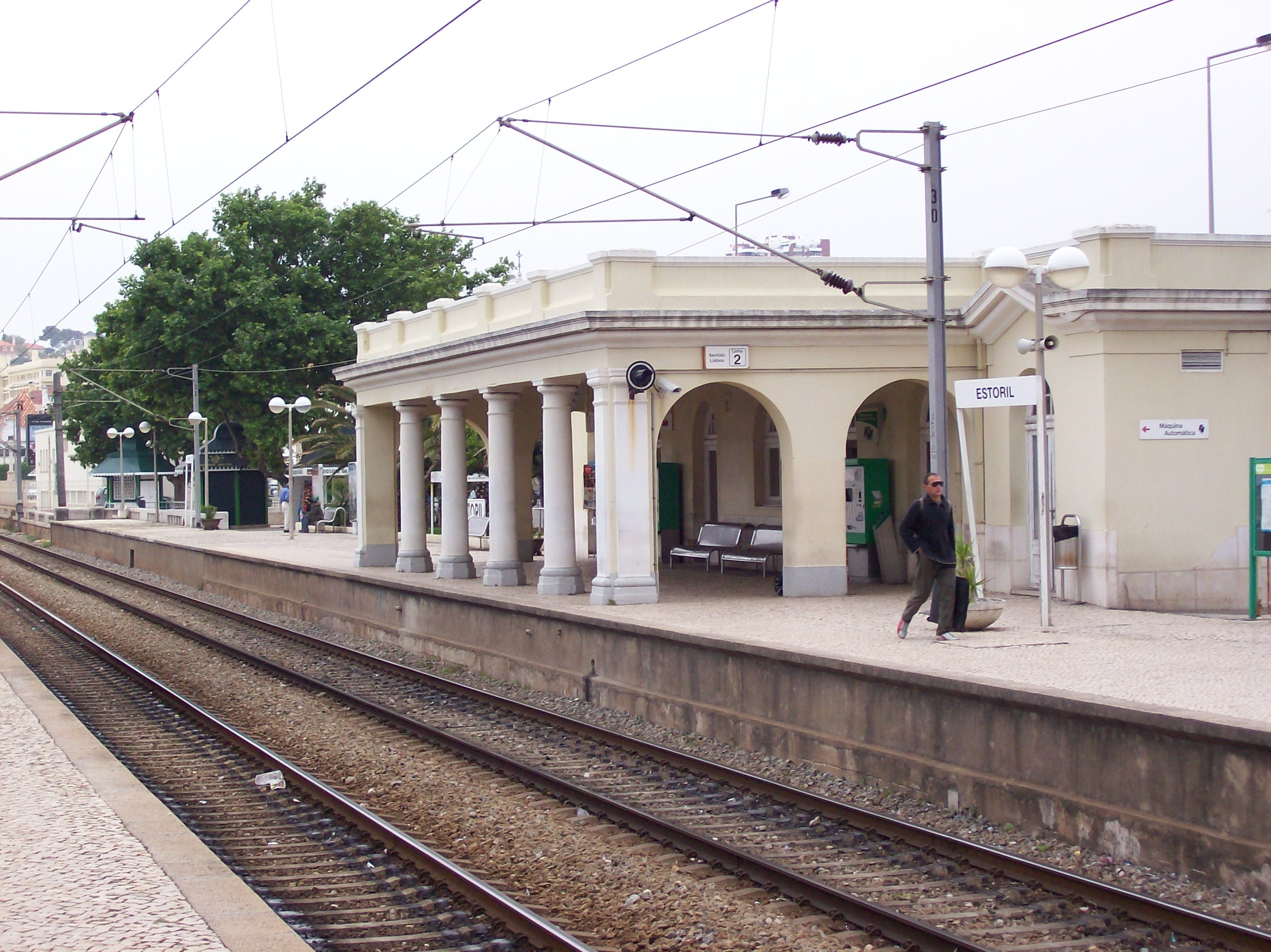
Estação de Estoril, na Linha de Cascais.

### Actividade

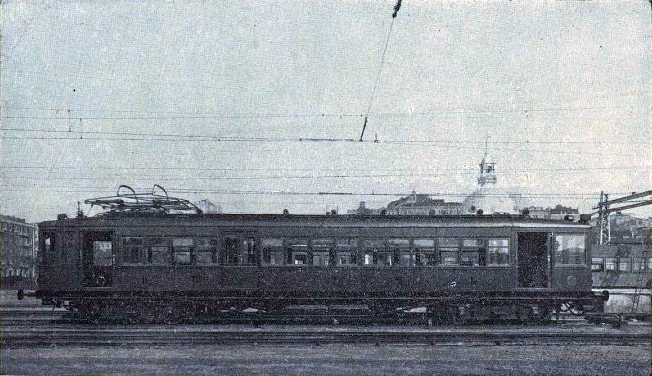
Automotora eléctrica da Sociedade Estoril, em serviço na Linha de Cascais.

Em 7 de Agosto de 1918O foi assinado um contrato de arrendamento entre a Companhia dos Caminhos de Ferro Portugueses e a Sociedade Estoril, concedendo a esta última a exploração da Linha de Cascais durante um período de cinquenta anos. A Sociedade Estoril também seria responsável por fazer as obras necessárias para a introdução de comboios eléctricos.
Em 19 de Março de 1920, os ferroviários da empresa entraram em greve, para obter aumentos salariais, e em 4 de Fevereiro de 1922 voltaram a organizar uma greve, como protesto pelo despedimento de onze trabalhadores, que contestaram a lei das oito horas de trabalho.
A tracção eléctrica da Linha de Cascais foi inaugurada em 15 de Agosto de 1926, tendo sido a primeira linha ferroviária em Portugal a adoptar a tracção eléctrica. No entanto, a tracção eléctrica só foi aplicada definitivamente a 22 de Dezembro do mesmo ano. Neste período, a Sociedade Estoril era considerada uma das mais modernas em termos ferroviários no país, devido ao seu material circulante, técnicas utilizadas e exploração.
A 1 de Janeiro de 1943, foi publicado o Decreto-Lei nº 32.192, que aplicava o regime de abono de família aos ferroviários ao serviço de várias operadoras, incluindo a Sociedade Estoril.
Em 31 de Março de 1951, deu-se a Tragédia da Gibalta, um acidente ferroviário na Linha de Cascais que fez vários mortos e feridos, e destruiu uma unidade de material circulante.

### Extinção
A Sociedade Estoril explorou a Linha de Cascais até 13 de Dezembro de 1976, data em que terminou o contrato de arrendamento. A 1 de Janeiro do ano seguinte, a Sociedade já tinha sido extinta, e todos os funcionários passaram para a companhia dos Caminhos de Ferro Portugueses.